# Tornado de Chandler–Lake Wilson de 1992
Durante la tarde del 16 de junio de 1992, un violento tornado, comúnmente conocido como el tornado de Chandler-Lake Wilson, arrasó la localidad de Chandler y la ciudad de Lake Wilson en el condado de Murray, Minnesota. El daño en Chandler fue tan extremo que la oficina local del Servicio Nacional de Meteorología calificó el daño como F5 en la escala de Fujita.

## Resumen de tornados
Según la Administración Nacional Oceánica y Atmosférica (NOAA), “dos tornados violentos” causaron daños catastróficos en las áreas alrededor de la ciudad de Chandler y la ciudad de Lake Wilson en el condado de Murray, Minnesota. A pesar de ser denominados oficialmente dos tornados, los tornados recibieron una calificación única y conjunta de F5 en la escala Fujita. El tornado aterrizó 3,2 km (2 millas) al sur de Leota y se movió hacia el noreste. Justo al este de Leota, dos granjas quedaron completamente destruidas con una intensidad F5. Aproximadamente a las 5:18 pm, el tornado, que se había intensificado aún más, azotó Chandler, donde causó, dejando la mitad de la ciudad arrasada. En Chandler, 36 personas resultaron heridas y una murió a causa de las heridas dos meses después. El Servicio Meteorológico Nacional se refirió al tornado como un "maxi-tornado" cuando azotó Chandler. Se documentó que en las ciudades de Chandler y Lake Wilson, el tornado causó al menos $ 27 millones (1992 USD), y otros $ 17 millones (1992 USD) en daños en zonas rurales del condado de Murray. En total, el tornado mató a una persona, hirió a más de 40 y causó daños por al menos 50 millones de dólares (1992 USD) a lo largo de su trayectoria de 35 millas (56 km). El tornado tuvo un ancho máximo de 1,21 km (0,75 millas) alrededor del área de Chandler-Lake Wilson. Este fue el único tornado F5 que ocurrió en los Estados Unidos en 1992. En 2019, la ex meteoróloga de The Weather Channel, Jen Narramore, no estuvo de acuerdo con las publicaciones y registros oficiales de la NOAA, afirmando que la longitud de la trayectoria del tornado fue de solo 16 millas (25,7 km), en lugar de la longitud del camino oficial de 35 millas (56,3 km) del Servicio Meteorológico Nacional.